# Литовский национальный олимпийский комитет
Литовский национальный олимпийский комитет (лит. Lietuvos tautinis olimpinis komitetas) — некоммерческая организация, которая представляет литовских атлетов в Международном олимпийском комитете. Основана в 1924 году и официально признана МОК в 1924 году.
Штаб-квартира комитета расположена в Вильнюсе на улице Олимпечю.
Президент комитета с 2012 года — олимпийская чемпионка по стендовой стрельбе Дайна Гудзиневичюте.

## История

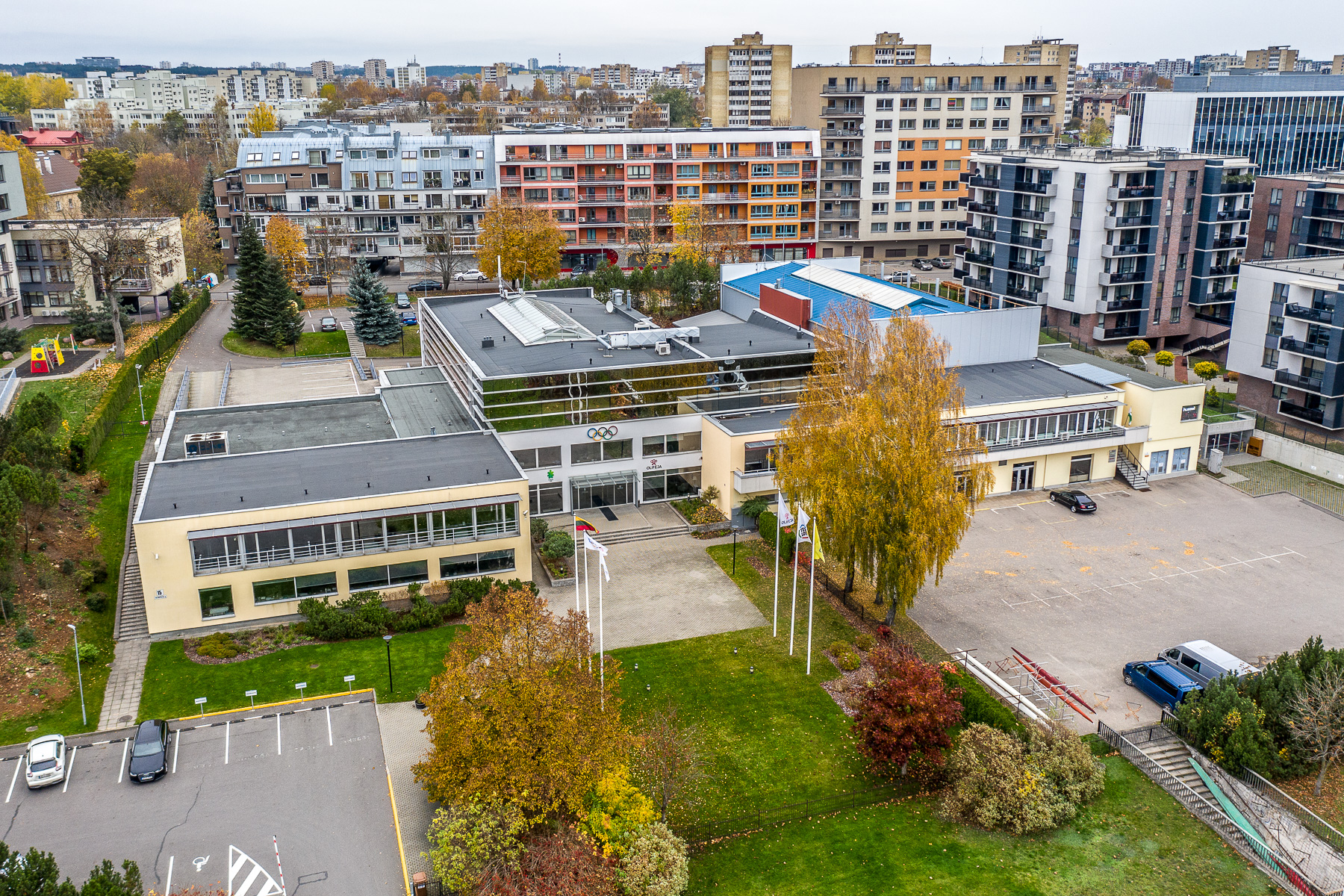

Комитет был создан и признан МОК в 1924 году. В том же году команда Литвы уже участвовала на Играх в Париже.
До вхождения в состав СССР сборная Литвы участвовала на летних Играх в Амстердаме и зимних Играх в Санкт-Морице в 1928 году.
Из-за финансовых трудностей страна не смогла отправить своих спортсменов на Игры 1932 года в Лос-Анджелесе. А на Олимпиаду 1936 года сборная Литвы не была приглашена из-за политических конфликтов с нацистской Германией, которая проводила данные Игры.
Следующие Олимпийские игры, в которых команда Литвы участвовала как независимое государство, состоялись только в 1992 году в Барселоне.